# Tarundia curtula
Tarundia curtula är en insektsart som beskrevs av Melichar 1898. Tarundia curtula ingår i släktet Tarundia och familjen Ricaniidae. Inga underarter finns listade i Catalogue of Life.